# 1837 (birra)
1837 è una birra canadese del Québec prodotta dalla Unibroue dal 1997. Dal 2005, la birra è sotto la proprietà della multinazionale Sleeman.

## Storia
Messa sul mercato il 1º maggio 1997, 1837 è una birra chiara, leggermente torbida, in bottiglia e contiene il 7% di alcol (vol). È una grande birra della famiglia delle birre dell'abbazia. È prodotta partendo da un miscuglio di grano del Québec, da orzo leggermente affumicato e con delle spezie, creando una grande sensazione di freschezza.
È prodotta per ricordare i loro eroi morti per la patria e per la libertà, alcuni al combattimento a St-Eustache, altri deceduti alla prigione al Pied-du-Courant, unità attuale della sede sociale del S.A.Q.

## Dettagli
1837 è una birra chiara bionda con lievito. Si conserva al fresco (dai 6 a 10 gradi C.) durando circa più di 3 anni. Il suo colore è biondo velato con un profumo al naso di agrumi e di spezie con emanazioni di pepe. Birra piena, di tipo chiara ma piuttosto vigorosa, solida, o corpulente.